# Kijŏng-dong

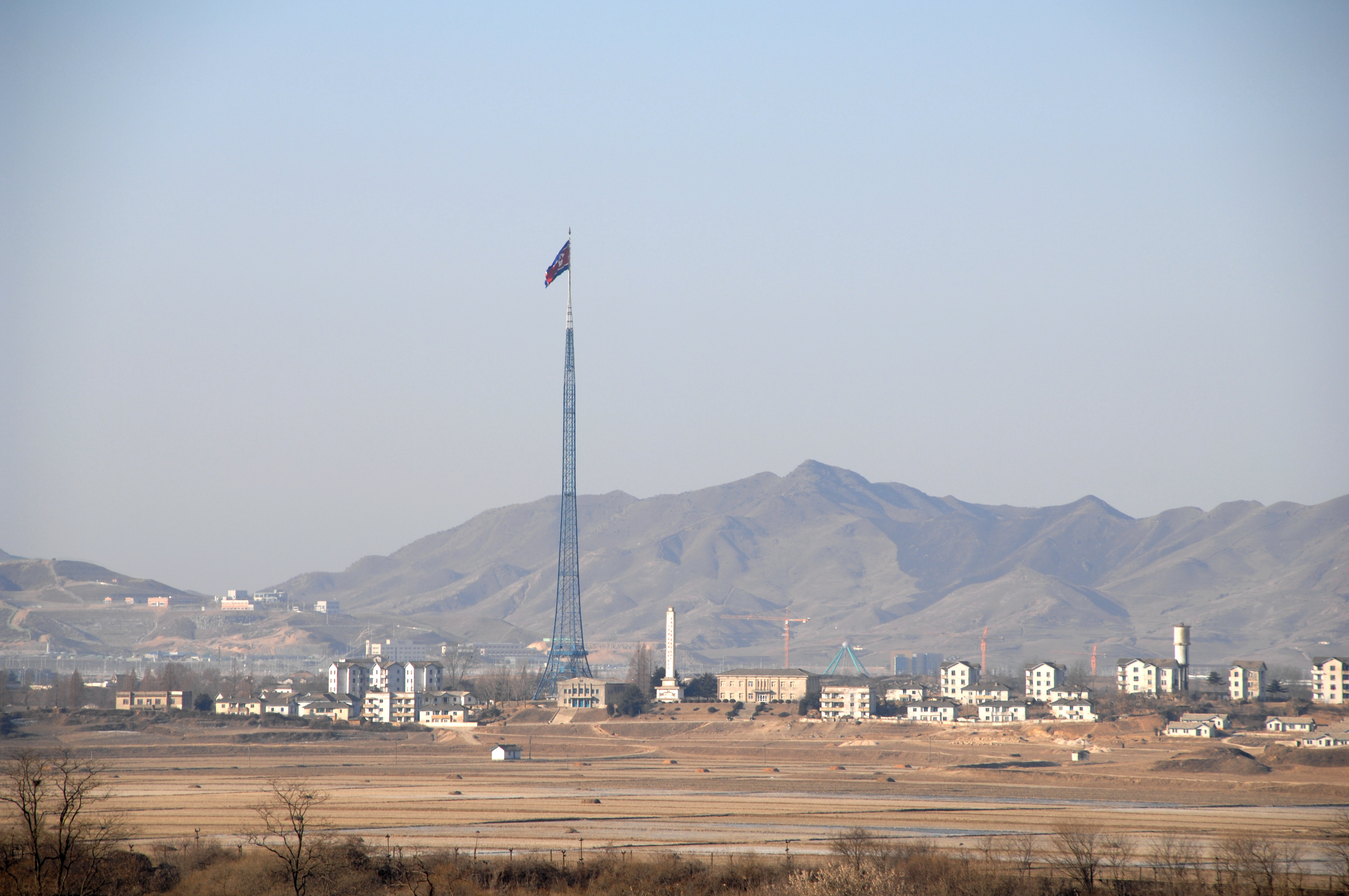
Kijŏng-dong mit vorgelagerten Landminenfeldern

Kijŏng-dong ist ein Dorf nahe der  Joint Security Area in der nordkoreanischen Provinz Hwanghae-pukto. Es ist eines von zwei Dörfern in der demilitarisierten Zone der koreanischen Halbinsel (DMZ).
Von Seiten Nordkoreas wird Kijŏng-dong als „Friedensdorf“ bezeichnet, in Südkorea hingegen mit „Propagandadorf“ betitelt. Weniger als zwei Kilometer entfernt liegt Daeseong-dong, das einzige bewohnte südkoreanische Dorf in der DMZ, das seinerseits den propagandistischen Beinamen „Freiheitsdorf“ erhielt.

## Einwohner
Angeblich beherbergt das Kijŏng-dong eine landwirtschaftliche Kooperative namens „Panmun“ mit über 200 Haushalten sowie einem Kindergarten, einer Schule und einem Krankenhaus. Jedoch wird berichtet, bei Kijŏng-dong handele es sich um ein Potemkinsches Dorf, von wo aus mittels Lautsprechern agitiert werde und dessen einzige Bewohner Angehörige der Koreanischen Volksarmee seien. Nachts würden in manchen Gebäuden Lichter eingeschaltet, wobei dies immer zur selben Zeit und in denselben Gebäuden geschehe. Zu unterschiedlichen Zeiten seien aber auch Feldarbeiter und Gebäudepfleger in Kijŏng-dong gesehen worden.

## Sehenswürdigkeiten
Kijŏng-dong zeichnet ein Fachwerk-Turm aus, der mit einer Höhe von 160 Metern der 2024 der siebthöchste Fahnenmast der Welt ist. Seine Spitze trägt eine fast 270 Kilogramm schwere Flagge Nordkoreas. Der Mast war ursprünglich deutlich kürzer, wurde aber erhöht, nachdem im südkoreanischen Daeseong-dong ein gleichartiger, knapp 100 Meter hoher Fahnenmast errichtet worden war, der sein nordkoreanisches Pendant überragte.